# Derhatschi
Derhatschi (ukrainisch Дергачі; russisch Дергачи Dergatschi) ist eine Stadt im Osten der Ukraine und war bis Juli 2020 das administrative Zentrum des gleichnamigen Rajons Derhatschi in der Oblast Charkiw mit etwa 16.000 Einwohnern (2023) auf einer Fläche von 137,7 km².

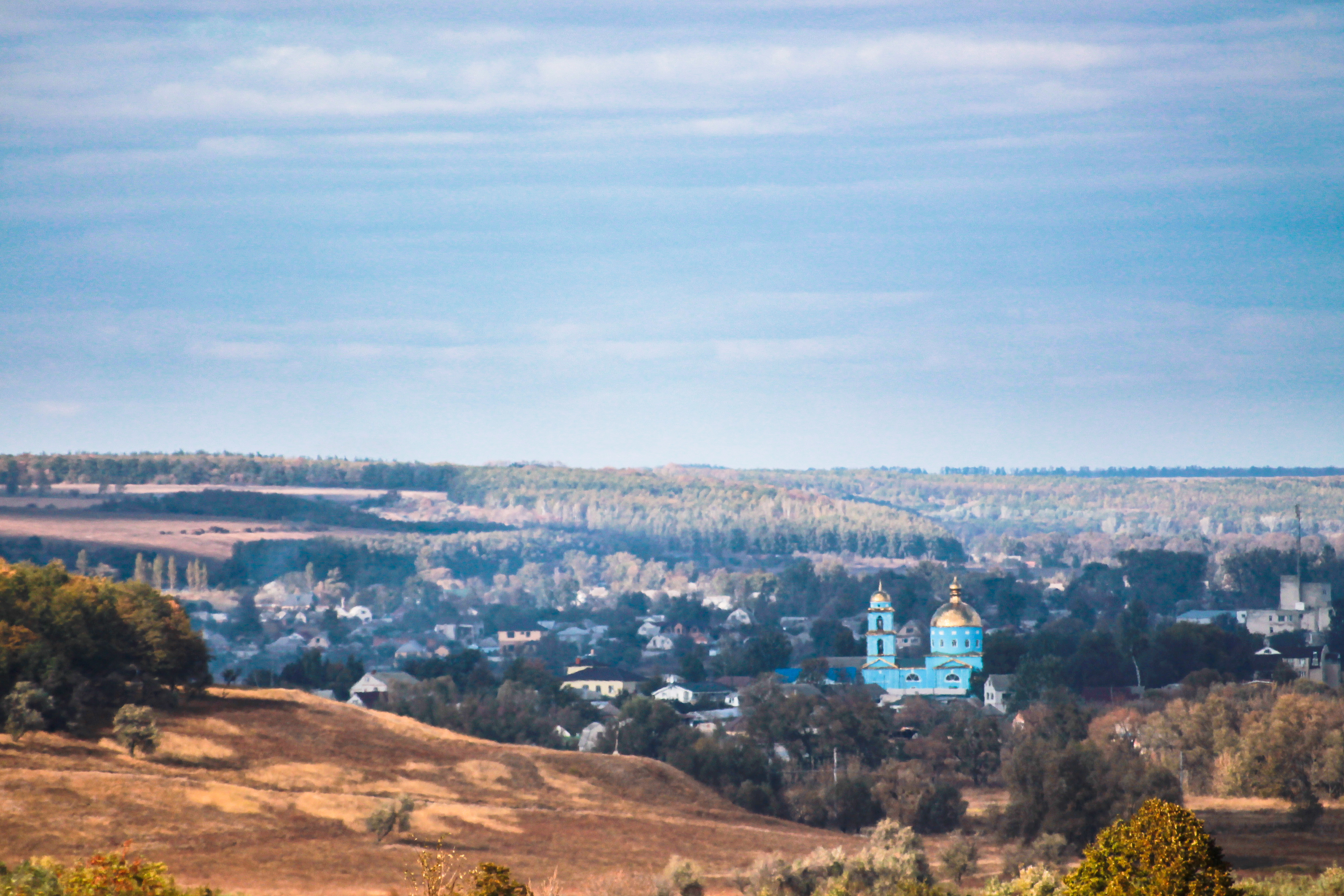
Blick auf den Ort

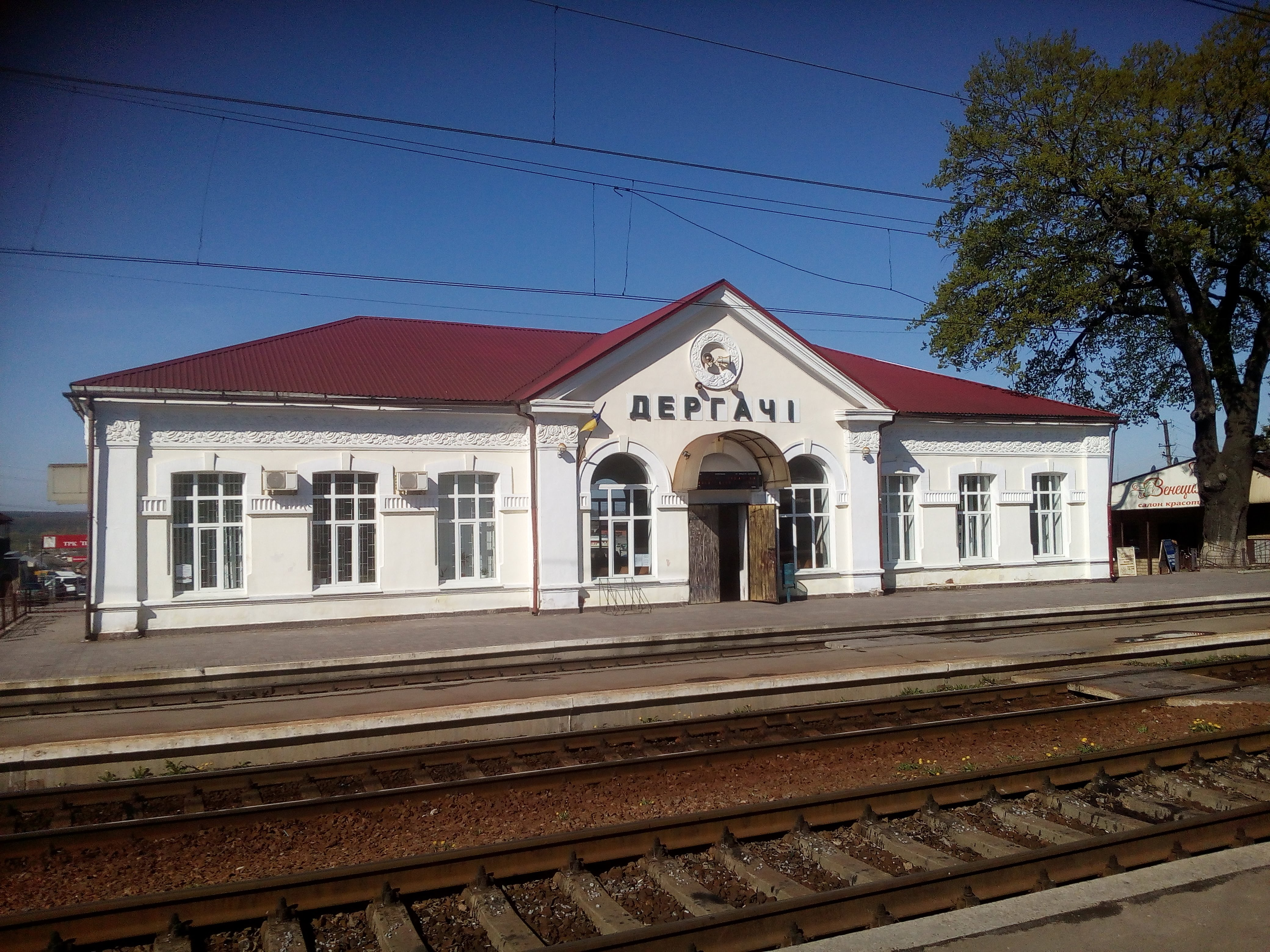
Bahnhof in Derhatschi

## Geographie
Derhatschi liegt am Ufern des Lopan, einem 96 km langen, linken Nebenfluss des Udy, 12 km nordwestlich des Oblastzentrums Charkiw und 36 km nordöstlich von Ljubotyn.

## Geschichte
Etwa 1660 wurde das heutige Derhatschi von Kosaken gegründet. Die erste Erwähnung der Siedlung stammt aus dem Jahre 1689 im Zusammenhang mit dem Angriff der Krimtataren.
Im Jahr 1923 wurde das Dorf das Verwaltungszentrum des neu gegründeten Rajons.
Der Ort war zweimal von Truppen der Wehrmacht besetzt: Vom 22. Oktober 1941 bis zum 13. Februar 1943 (478 Tage) und vom 10. März 1943 bis zum 19. August 1943 (162 Tage).
1943 wurde das Dorf Derkatschi (ukrainisch Деркачі) in Derhatschi umbenannt und
erhielt 1977 den Status einer Stadt.

## Verwaltungsgliederung
Am 12. Juni 2020 wurde die Stadt zum Zentrum der neugegründeten Stadtgemeinde Derhatschi (Дергачівська міська громада/Derhatschiwska miska hromada). Zu dieser zählen auch die 3 Siedlungen städtischen Typs Kosatscha Lopan, Prudjanka und Slatyne sowie die 31 in der untenstehenden Tabelle aufgelistetenen Dörfer und die 3 Ansiedlungen Nowe, Pytomnyk und Weterynarne, bis dahin bildete die Stadt zusammen mit den Dörfern Bilaschi, Bolyboky, Jemzi, Samirzi, Masliji, Myschtschenky, Semeniwka und Schowkopljassy die gleichnamige Stadtratsgemeinde Derhatschi (Дергачівська міська рада/Derhatschiwska miska rada) im Zentrum des Rajons Derhatschi.
Am 17. Juli 2020 kam es im Zuge einer großen Rajonsreform zum Anschluss des Rajonsgebietes an den Rajon Charkiw.
Folgende Orte sind neben dem Hauptort Derhatschi Teil der Gemeinde:
| Name                     | Name            | Name                                 |
| ukrainisch transkribiert | ukrainisch      | russisch                             |
| ------------------------ | --------------- | ------------------------------------ |
| Alissiwka                | Алісівка        | Алисовка (Alissowka)                 |
| Besruky                  | Безруки         | Безруки (Besruki)                    |
| Bilaschi                 | Білаші          | Белаши (Belaschi)                    |
| Bolyboky                 | Болибоки        | Болибоки (Boliboki)                  |
| Buhajiwka                | Бугаївка        | Бугаевка (Bugajewka)                 |
| Dementijiwka             | Дементіївка     | Дементиевка (Dementijewka)           |
| Dubiwka                  | Дубівка         | Дубовка (Dubowka)                    |
| Hoptiwka                 | Гоптівка        | Гоптовка (Goptowka)                  |
| Hraniw                   | Гранів          | Гранов (Granow)                      |
| Jemzi                    | Ємці            | Емцы (Jemzy)                         |
| Kosatscha Lopan          | Козача Лопань   | Казачья Лопань (Kasatschja Lopan)    |
| Kotschubejiwka           | Кочубеївка      | Кочубеевка (Kotschubejewka)          |
| Kudijiwka                | Кудіївка        | Кудиевка (Kudijewka)                 |
| Leschtschenky            | Лещенки         | Лещенки (Leschtschenki)              |
| Lobaniwka                | Лобанівка       | Лобановка (Lobanowka)                |
| Mali Prochody            | Малі Проходи    | Малые Проходы (Malyje Prochody)      |
| Masliji                  | Маслії          | Маслии                               |
| Myschtschenky            | Мищенки         | Мищенки (Mischtschenki)              |
| Nowe                     | Нове            | Новое (Nowoje)                       |
| Nowa Kosatscha           | Нова Козача     | Новая Казачья (Nowaja Kasatschja)    |
| Prudjanka                | Прудянка        | Прудянка                             |
| Pytomnyk                 | Питомник        | Питомник (Pitomnik)                  |
| Ruska Losowa             | Руська Лозова   | Русская Лозовая (Russkaja Losowaja)  |
| Samirzi                  | Замірці         | Замерцы (Samerzy)                    |
| Schapowaliwka            | Шаповалівка     | Шаповаловка (Schapowalowka)          |
| Schewtschenka            | Шевченка        | Шевченко (Schewtschenko)             |
| Schopyne                 | Шопине          | Шопино (Schopino)                    |
| Schowkopljassy           | Шовкопляси      | Шелкоплясы (Schelkopljassy)          |
| Semeniwka                | Семенівка       | Семеновка (Semenowka)                |
| Slatyne                  | Слатине         | Слатино (Slatino)                    |
| Solonyj Jar              | Солоний Яр      | Солёный Яр (Soljony Jar)             |
| Tokariwka                | Токарівка       | Токаревка (Tokarewka)                |
| Tokariwka Druha          | Токарівка Друга | Токаревка Вторая (Tokarewka Wtoraja) |
| Welyki Prochody          | Великі Проходи  | Великие Проходы (Welikije Prochody)  |
| Weterynarne              | Ветеринарне     | Ветеринарное (Weterinarnoje)         |
| Wyssoka Jaruha           | Висока Яруга    | Высокая Яруга (Wyssokaja Jaruga)     |
| Zupiwka                  | Цупівка         | Цуповка (Zupowka)                    |

## Bevölkerungsentwicklung
| 1779  | 1864  | 1914   | 1939   | 1959   | 1970   | 1979   | 1989   | 2001   | 2015   | 2019   |
| ----- | ----- | ------ | ------ | ------ | ------ | ------ | ------ | ------ | ------ | ------ |
| 2.287 | 5.874 | 14.600 | 18.379 | 20.967 | 21.818 | 22.536 | 22.915 | 20.258 | 18.223 | 17.781 |

Quelle:

## Söhne und Töchter der Stadt
- Afanassi Nikolajewitsch Matjuschenko (1879–1907), Anführer des Aufstandes auf dem Panzerkreuzer Potemkin
- Iryna Taranenko-Terelja (* 1966), Skilangläuferin